# God object
 (août 2017).
- Si vous ne connaissez pas le sujet, laissez ce bandeau (vous pouvez alors contacter les auteurs).
- Si vous supprimez le contenu mis en cause (vous pouvez préalablement contacter les auteurs),

argumentez précisément cette suppression dans la page de discussion
(un manque de référence n'est pas un argument ; une recherche réelle de référence doit avoir été effectuée, être formellement documentée).
 (août 2017).
Si vous disposez d'ouvrages ou d'articles de référence ou si vous connaissez des sites web de qualité traitant du thème abordé ici, merci de compléter l'article en donnant les références utiles à sa vérifiabilité et en les liant à la section « Notes et références ».
Un God object est, dans le domaine de la programmation orientée objet, un  objet qui reconnaît trop de choses ou fait trop de choses. Le god object est un exemple d'antipattern (ou anti-patron).

## Description
Le principe général de la programmation structurée est de s'attaquer à un problème important en le divisant en plus petits problèmes à résoudre (stratégie de diviser pour régner). Une fois chacun des petits problèmes résolus, le problème général est automatiquement réglé. Ainsi, il n'y a qu'un objet auquel il doit être connu ou renseigné : lui-même. De la même façon, il n'y a qu'un seul ensemble de problèmes auquel un objet doit se confronter : l'ensemble des siens propres.  
La programmation « god object » ne suit pas cette approche. Au lieu de cela, la plus grande partie du programme consiste en un seul bloc qui est renseigné sur tout et maintient constamment à jour données ou informations sur le programme, et fournit la plupart des fonctions et des algorithmes qui utilisent ces données. Du fait que cet objet supporte et organise tellement d'informations à lui seul, il joue un rôle identique à celui d'un dieu. Au lieu de blocs de programme communicant indépendamment entre eux et sans intermédiaire, les autres parties du programme sont dépendants du god object pour communiquer et prendre leurs informations. Comme le god object est référencé par tout le reste de la programmation, la maintenance de celle-ci devient très difficile, y compris dans les plus ordonnés des programmes.       
Un god object est la version « orientée-objet » de l'incapacité à concevoir correctement les sous-programmes dans un langage de programmation procédural, ou d'utiliser trop de variables globales pour y stocker des informations sur l'état du programme à un moment donné (comme les drapeaux).   
Bien que la création d'un god object soit considérée comme une mauvaise pratique de programmation, cette technique est à l'occasion utilisée dans les environnements critiques de programmation  (comme les microcontrôleurs), où le gain dans la vitesse d'exécution et la centralisation du contrôle sont des facteurs plus importants que la facilité de maintenance et l'élégance de la programmation.